# Tetraonyx femoralis
Tetraonyx femoralis là một loài bọ cánh cứng trong họ Meloidae. Loài này được miêu tả khoa học năm 1969-81 bởi Dugès.